# Oblast' di Irkutsk
L'oblast' di Irkutsk (in russo Ирку́тская о́бласть, Irkútskaja óblastʾ; in buriato Эрхүүгэй можо, Èrhüügèn možo) è un'oblast della Russia, situata nella parte sudorientale della Siberia.

## Geografia fisica

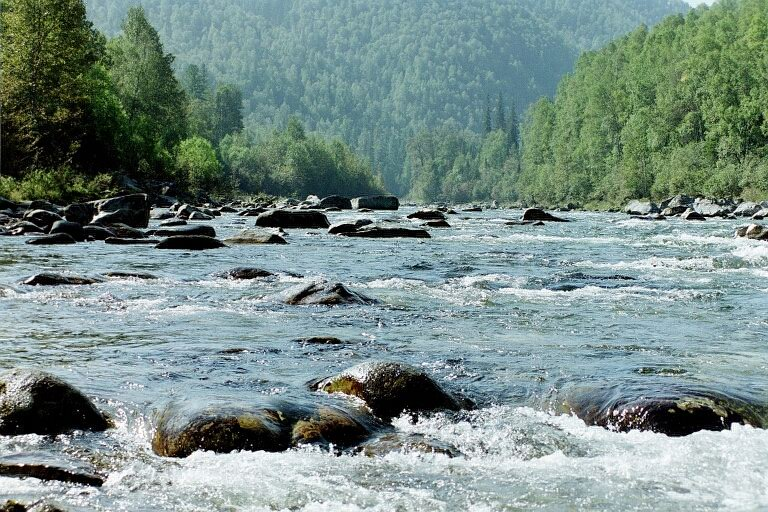
Il fiume Murino, nel bacino del lago Bajkal.

L'oblast' di Irkutsk abbraccia un territorio assai vasto, compreso tra il lago Bajkal a sud-est, i monti Saiani Occidentali a sud-ovest, gli altopiani della Lena e dell'Angara, del Patom e Stanovoj a nord-est, e parte dell'altopiano della Siberia centrale a nord.
Attraversata dai fiumi Lena, Tunguska Inferiore o Angara è ricca di miniere di carbone, salgemma ed oro.
Su tutto il territorio il clima è di tipo continentale, con amplissime escursioni termiche annue; gli inverni sono dovunque molto freddi, con temperature medie di gennaio che oscillano dai −15 °C nel sud fino ai −33 °C del nord; le estati sono temperate e piovose, con temperature medie variabili dai 17 ai 19 °C. Il territorio è coperto da vaste foreste anche se ultimamente si sta sviluppando l'agricoltura.

## Città
La capitale Irkutsk (600 000 abitanti) situata sulla sponda destra del fiume Angara deve la sua importanza alla vicinanza della Mongolia e della Cina ed è passaggio obbligato per le zone aurifere della Lena. Stazione della Transiberiana, è sede di università e dell'Aeroporto Internazionale di Irkutsk. Notevole centro di raccolta delle pelli della taiga siberiana conta importanti industrie del legno, alimentari, chimiche, meccaniche e calzaturiere.
Altri centri urbani importanti sono Angarsk, situata poco lontano da Irkutsk, e Bratsk, sulla Lena, nella parte centro-settentrionale della oblast'.

## Geografia antropica

### Suddivisioni amministrative

#### Rajon
La oblast' di Irkutsk comprende 33 rajon (fra parentesi il capoluogo; sono indicati con un asterisco i capoluoghi non direttamente dipendenti dal rajon ma posti sotto la giurisdizione della oblast'):
- Alarskij[5] (Kutulik)
- Angarskij (Angarsk*)
- Bajandaevskij[5] (Bajandaj)
- Balaganskij (Balagansk)
- Bochanskij[5] (Bochan)
- Bodajbinskij (Bodajbo*)
- Bratskij (Bratsk*)
- Čeremchovskij (Čeremchovo*)
- Čunskij (Čunskij)
- Ėchirit-Bulagatskij[5] (Ust'-Ordynskij)
- Irkutskij (Irkutsk*)
- Kačugskij (Kačug)
- Katangskij (Erbogačën)
- Kazačinsko-Lenskij (Kazačinskoe)
- Kirenskij (Kirensk)
- Kujtunskij (Kujtun)
- Mamsko-Čujskij (Mama)

- Nižneilimskij (Železnogorsk-Ilimskij)
- Nižneudinskij (Nižneudinsk*)
- Nukutskij[5] (Novonukutskij)
- Ol'chonskij (Elancy)
- Osinskij[5] (Osa)
- Šelechovskij (Šelechov*)
- Sljudjanskij (Sljudjanka)
- Tajšetskij (Tajšet*)
- Tulunskij (Tulun*)
- Usol'skij (Usol'e-Sibirskoe*)
- Ust'-Ilimskij (Ust'-Ilimsk*)
- Ust'-Kutskij (Ust'-Kut*)
- Ust'-Udinskij (Ust'-Uda)
- Zalarinskij (Zalari)
- Žigalovskij (Žigalovo)
- Ziminskij (Zima*)

#### Città
I centri abitati della oblast' che hanno lo status di città (gorod) sono 22 (in grassetto le città sotto la diretta giurisdizione della oblast', che costituiscono una divisione amministrativa di secondo livello):
- Alzamaj
- Angarsk
- Bajkal'sk
- Birjusinsk
- Bodajbo
- Bratsk
- Čeremchovo
- Irkutsk

- Kirensk
- Nižneudinsk
- Sajansk
- Šelechov
- Sljudjanka
- Svirsk
- Tajšet
- Tulun

- Usol'e-Sibirskoe
- Ust'-Ilimsk
- Ust'-Kut
- Vichorevka
- Železnogorsk-Ilimskij
- Zima

#### Insediamenti di tipo urbano
I centri urbani con status di insediamento di tipo urbano sono 54 (al 1º gennaio 2010):
- Alekseevsk
- Artëmovskij
- Atagaj
- Bajkal
- Balachninskij
- Balagansk
- Belorečenskij
- Bol'šaja Rečka
- Bol'šoj Lug
- Chrebtovaja
- Chužir
- Čunskij
- Gorno-Čujskij
- Jangel'
- Jantal'
- Jurty
- Kačug
- Kropotkin

- Kujtun
- Kultuk
- Kunerma
- Kvitok
- Lesogorsk
- Listvjanka
- Lugovskij
- Magistral'nyj
- Mama
- Mamakan
- Markova
- Meget
- Michajlovka
- Mišelevka
- Novaja Igirma
- Novobirjusinskij
- Oktjabr'skij
- Radiščev

- Rudnogorsk
- Šestakovo
- Šitkino
- Sogdiondon
- Srednij
- Šumskij
- Tajturka
- Tel'ma
- Tyret'-1
- Uk
- Ul'kan
- Ust'-Uda
- Vidim
- Vitimskij
- Zalari
- Zvëzdnyj
- Železnodorožnyj
- Žigalovo